# Миша хатня
Ми́ша ха́тня (також домова або звичайна; Mus musculus) — найпоширеніший і типовий вид роду мишей (Mus).
Цей невеликий гризун є ймовірно другим за численністю видом ссавців на Землі (після людини). Первинний ареал Mus musculus охоплював регіон від Середземномор'я до Китаю, але зараз поширений у всьому світі людьми і живе як супутник людини. Відноситься до космополітичних хребетних. Лабораторні (білі) миші є лініями саме цього виду і є найпопулярнішим модельним організмом у біології і медицині та найвідомішим лабораторним ссавцем.

## Особливості морфології
Гризун має тіло завдовжки до початку хвоста — 7,5-10 см, хвіст завдовжки 5-10 см. Завважує в середньому 40-45 г. У дикому існуванні ці гризуни мають різний відтінок забарвлення, від сірого та світло-коричневого до чорного. Проте одомашнених і лабораторних мишей виводять у багатьох кольорах, від білого до чорного. Мають коротке волосся, а деякі підвиди — світлий живіт. Вуха і хвіст мають мало волосся. Задні ноги короткі, завдовжки лише 15–19 мм. Звичайна хода — це біг із кроком близько 4,5 см, хоча вони можуть стрибнути вертикально до 45 см.

## Особливості біології
Миші виживають при температурі від 5 до 40° С. Тривалість життя миші до 4-ох років. У сприятливих умовах і можливості повноцінного живлення доросла самиця протягом року може вивести до 10 виводків мишенят. За один виводок самиця народжує 3-14 мишенят, в середньому 6-8. Народившись, мишенята живляться молоком матері. Згодом, самиця короткий час приносить мишам їжу, поки вони не стануть самостійними.

### Живлення
У природі живляться дрібними комахами, червами, насіннями рослин та зерновими культурами. Хатня миша живиться картоплею, буряками, морквою, капустою, зерном, хлібними виробами.
Тверда їжа стирає й притупляє зуби, особливо різці. Через те у ссавців, які споживають тверду рослинну їжу, зуби мають особливу будову. Такі тварини вигризають їжу різцями й старанно перетирають кутніми зубами. Іклів у них немає, різці великі й гострі. Спереду вони вкриті товстим шаром емалі, через те не тупляться навіть від дуже твердої їжі. Під час гризіння різці верхньої та нижньої щелеп дотикаються і сточуються — більше з того боку, де немає емалі (або де вона тонша). Різці, хоч би як сильно сточувалися, завжди однакового розміру, бо ростуть протягом усього життя тварини.

## Життя серед людей

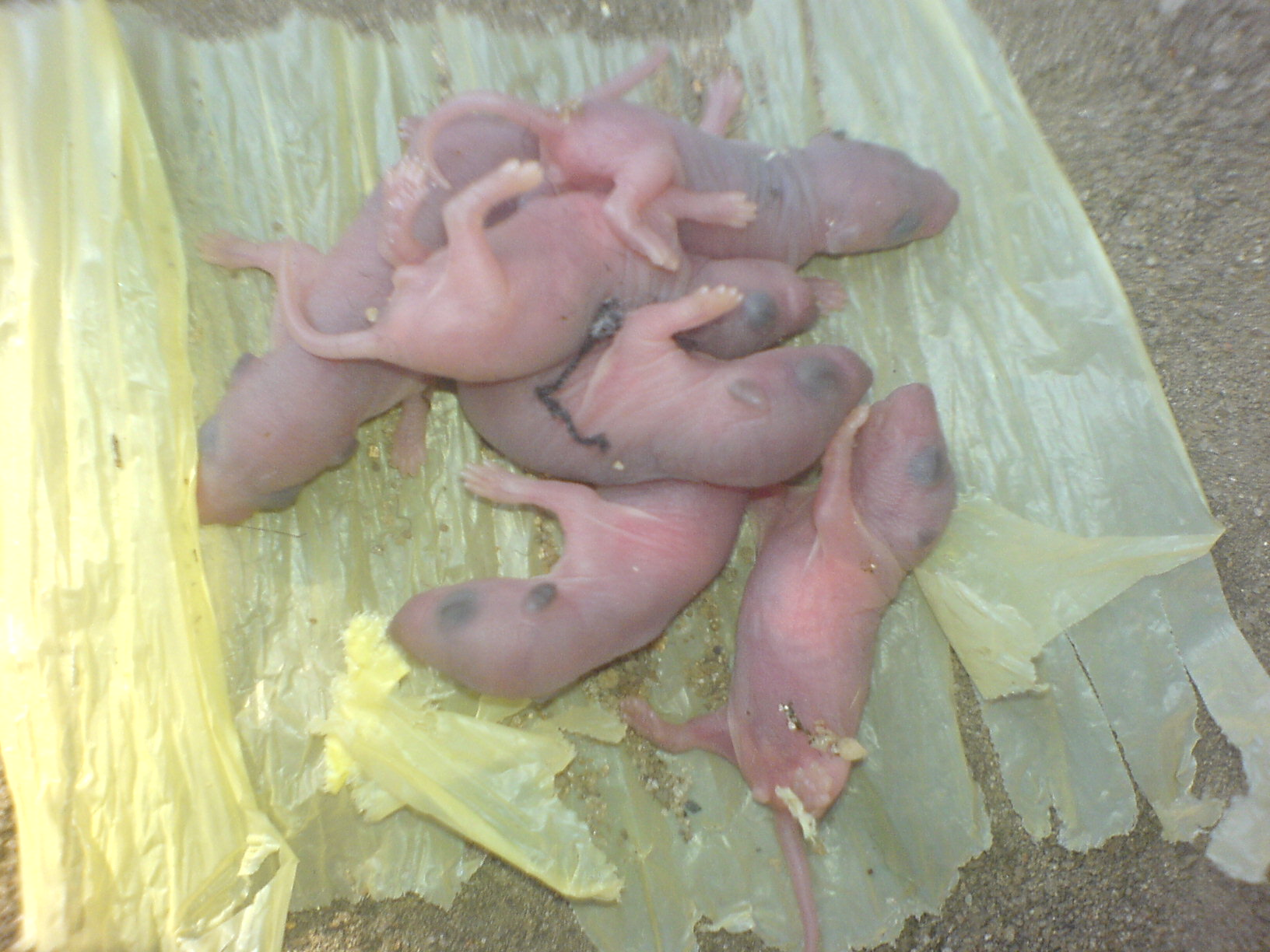
новонароджені мишенята
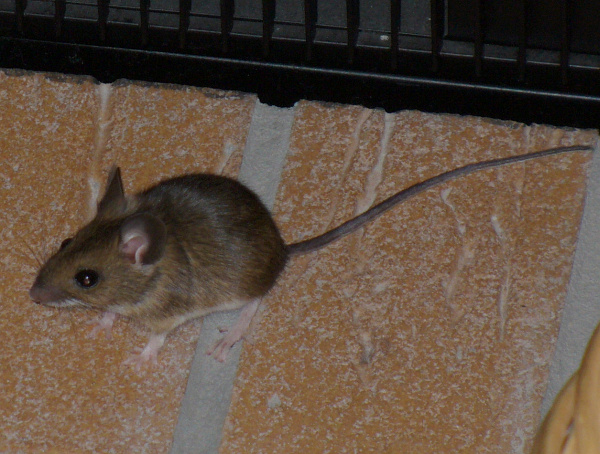
Хатня миша
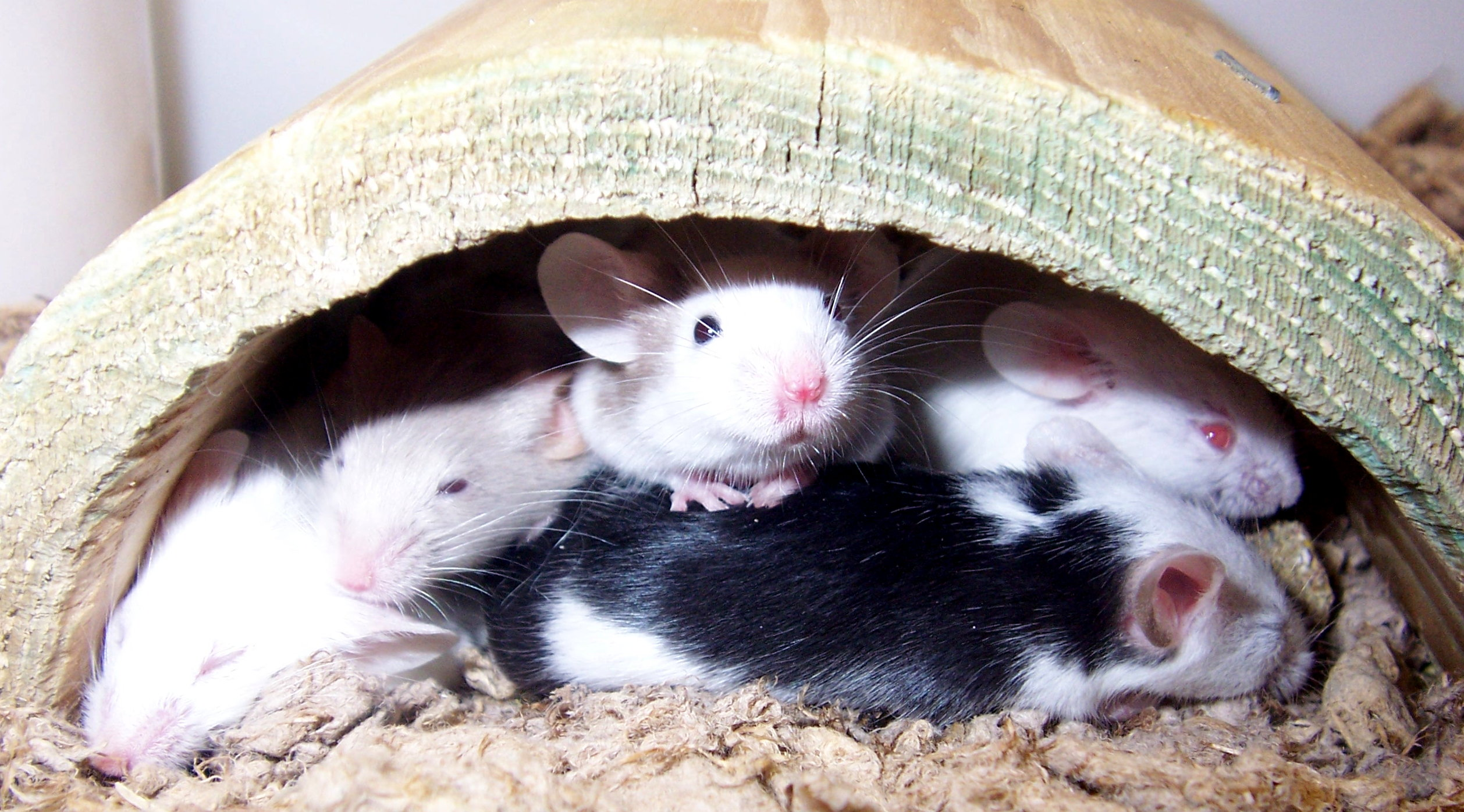
Миші як домашні тварини
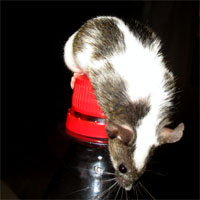
Миші добре уміють лазити та стрибати у висоту
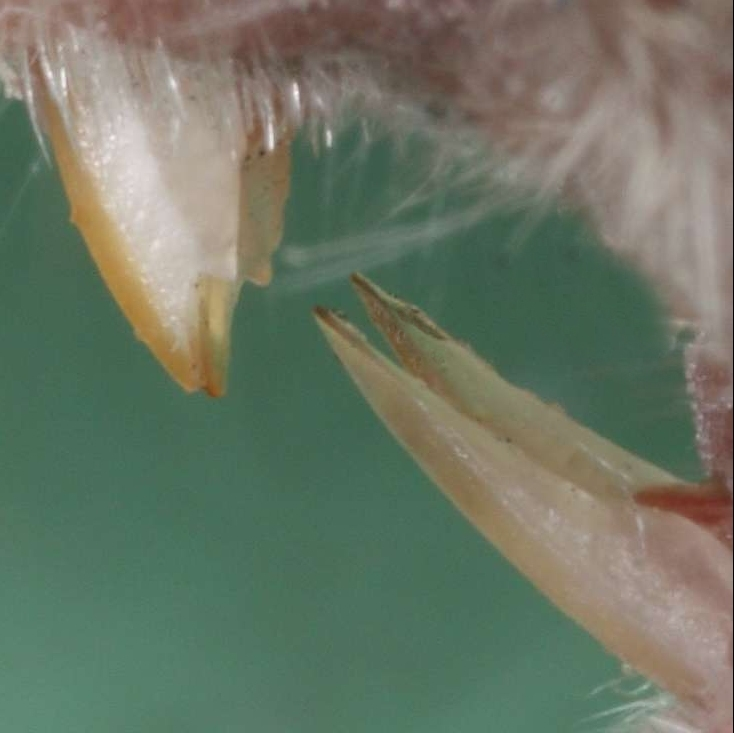
Проріз у верхніх передніх зубів є хорошим характером визначення видів
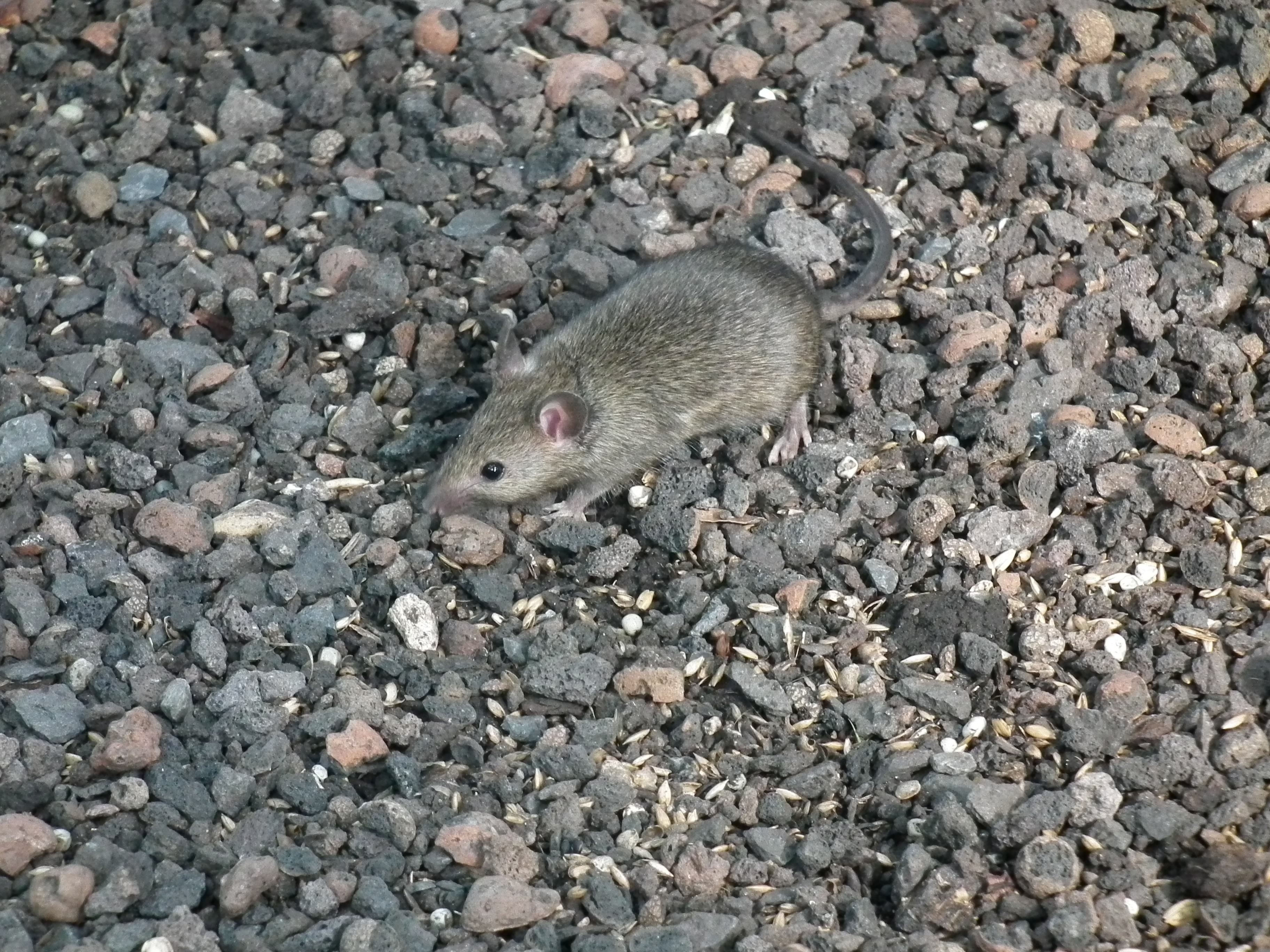
Хатня миша за межами дому
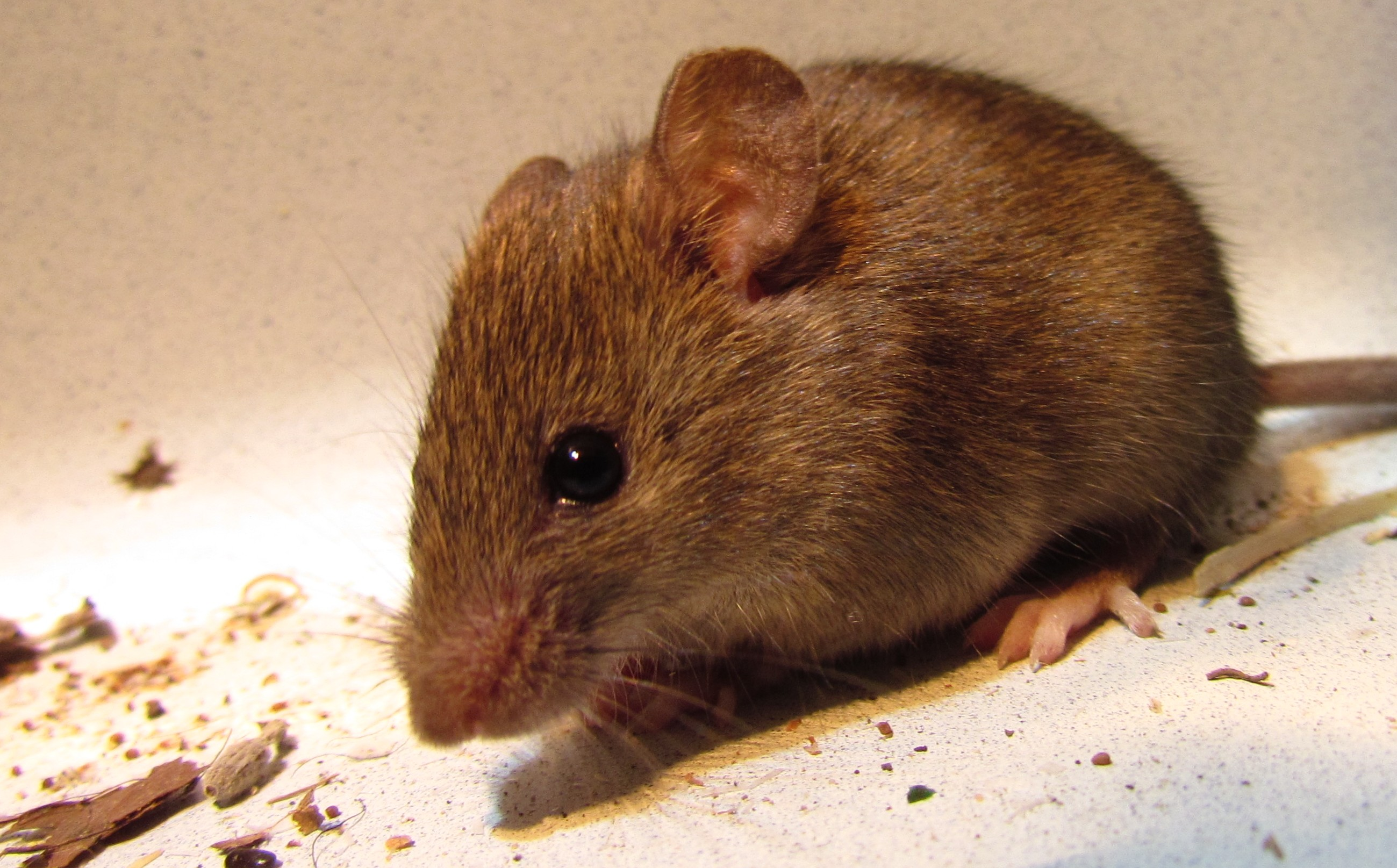
Хатня миша іншого забарвлення
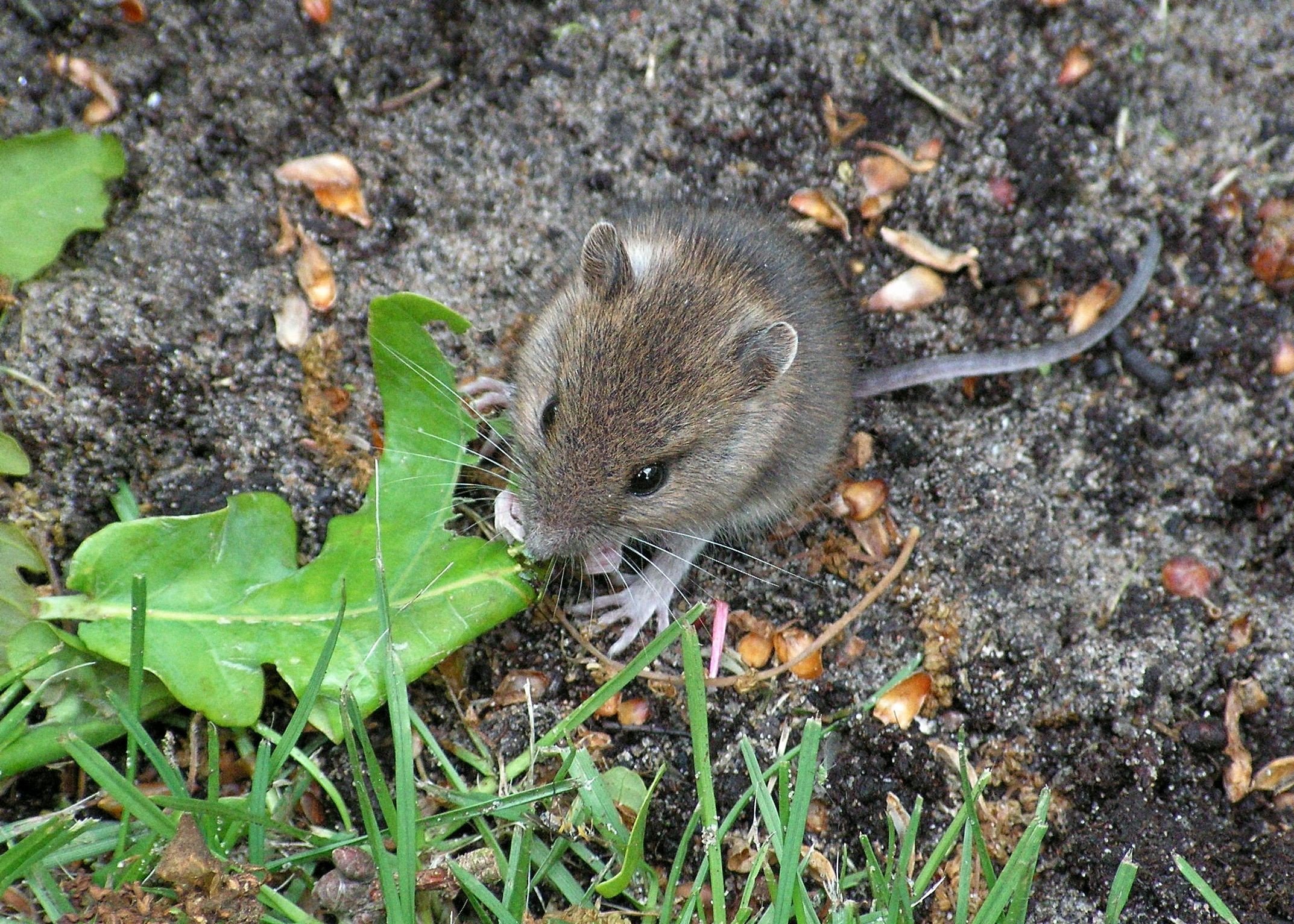
Хатня миша споживає рослинну їжу — капусту

У сільських і часом у міських помешканнях оселяються миші, і створюють людям шкоду: з'їдають значну кількість харчових запасів, прогризають одяг, книжки, псують меблі.

### Декоративна миша
Мишей часто тримають в обмеженій кількості як домашніх тварин. Їхнє часто яскраво-руде забарвлення та тихий тоненький голос, що деколи може співати трелями, подобається людям. Для того, щоб миша не переносила інфекційні захворювання, їй роблять вакцинацію при народженні.

## Дослідження миші хатньої
Звичайно дослідження проводять на лінійних мишах — чистокровних породах, виведених у лабораторних умовах упродовж не менше 20 поколінь шляхом штучного добору та близькородинного схрещування (інбридингу).

### Експерименти з мишами
Миші — одні з небагатьох тварин, з якими проводять експерименти. Найбільше експериментів проводять з домашньою мишею, тому що її найлегше приручити. Один експеримент подано нижче.
Біологи встановили, що зниження температури тіла на 0,3 — 0,5 градуса призводить до збільшення тривалості життя самців мишей на 12 %, а самок — на 20 %.

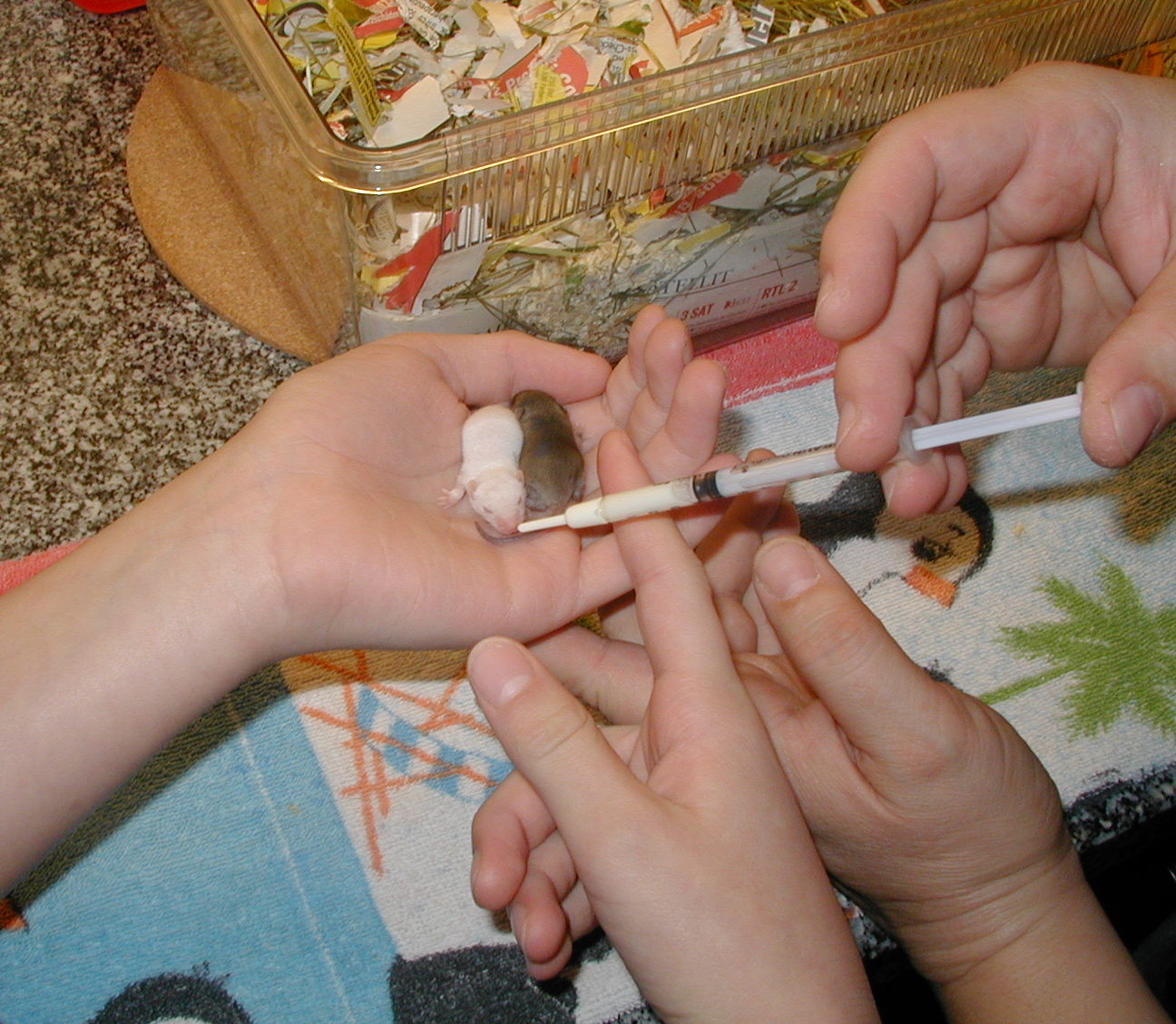
Годівля новонароджених мишенят

Ідея провести такий експеримент виникла в Скриппсівському інституті (США) через те, що на сьогодні найнадійнішим способом продовження життя в лабораторних тварин є напівголодна дієта.
Дослідники припустили, що довголіття тварин, які сидять на голодному пайку, пов'язане з тим, що через нестачу калорій температура їх тіла занижена.
Для того, щоб перевірити це, генні інженери створили породу мишей зі зниженою температурою тіла. У цих тварин у тому відділі мозку, що контролює температуру тіла (у гіпоталамусі), активували ген, якій відповідає за вироблення тепла. У результаті «центральний термометр» організму перегрівається, помилково приймає це за сигнал про перегрів усього організму, і посилає тканинам команду «охолонути».
Штучно створені холодні миші не відрізняються від контрольних апетитом і їдять стільки ж (їх не обмежували в їжі), але живуть при цьому значно довше. Це підтвердило гіпотезу про те, що позитивний ефект обмеженого харчування пов'язаний із загальним уповільненням обміну речовин і зниженням температури тіла.
Мишей, які мають деякі ознаки обсесивно-компульсивного розладу, вивели генетики з дослідницького колективу Гоупіна Фена (Guoping Feng), професора університету Дюка (англ. Duke University). Головне, що для формування цієї патології учені позбавили мишей усього одного гена.
Обсесивно-компульсивний розлад (ОКР) у людей полягає в тому, що людина постійно знаходиться під дією неприємних власних думок (це називають обсесією), через які вона змушена періодично повторювати будь-які дії (компульсія). Характерний приклад такого розладу — виснажливе миття рук.
Проводячи експерименти з мишами, дослідники видалили у них ген, відомий як Sapap3. Виявили, що у таких тварин розвивалася невротична поведінка, характерна для ОКР. Ці тварини виявляли постійний неспокій про власну чистоту, безперервно чистили себе, що призводило навіть до пошкодження їх хутра і шкіри.
Учені повністю впевнилися в тому, що ця поведінка пов'язана саме зі згаданим розладом, а не, наприклад, із порушенням чутливості шкіри. Це підтвердило те, що ознаки невротичної поведінки у мишей зменшувалися після отримання лікарських препаратів, аналогічних тим, що призначають людям при ОКР.
У багатьох попередніх дослідженнях було виявлено, що основними речовинами, дисбаланс яких впливає на розвиток ДКР, є серотонін і дофамін. Проте роботи Фена і його співробітників з'ясували, що велику роль відіграє також глютамін. Сприйняття цієї речовини нервовою системою залежить від білка SAPAP3, який і виробляється під час експресії гена Sapap3.
Також з'ясували, що у мишей з проблемами Sapap3 відбуваються дефекти в стріатумі — частині мозку, що контролює низку вегетативних функцій і моторику. А це якимось чином і спричинює деякі порушення, подібні до ОКР у людини.

### Ріст мишей

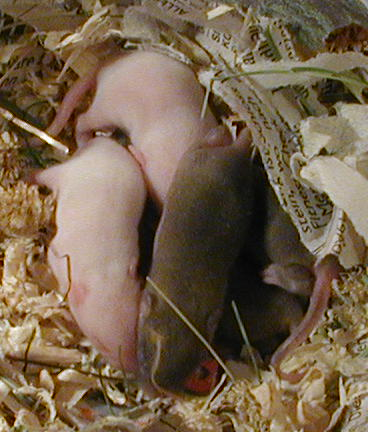
Миші віком 9 днів
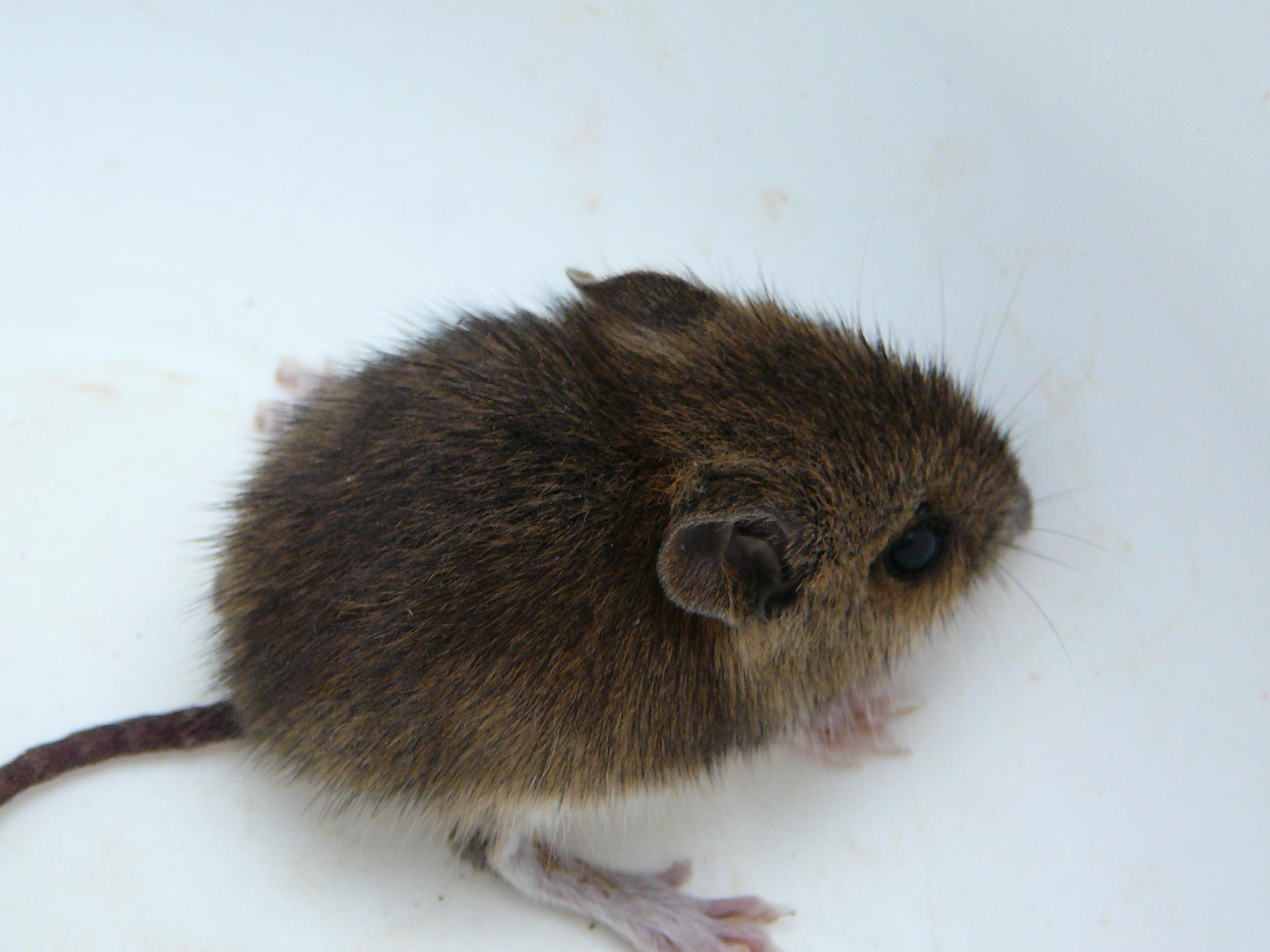
Миша молодша за 30 днів
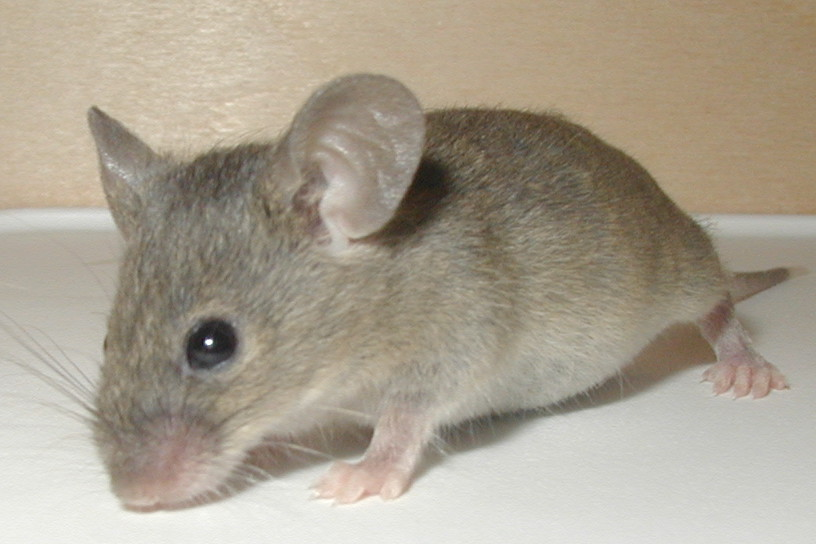
Одномісячна миша
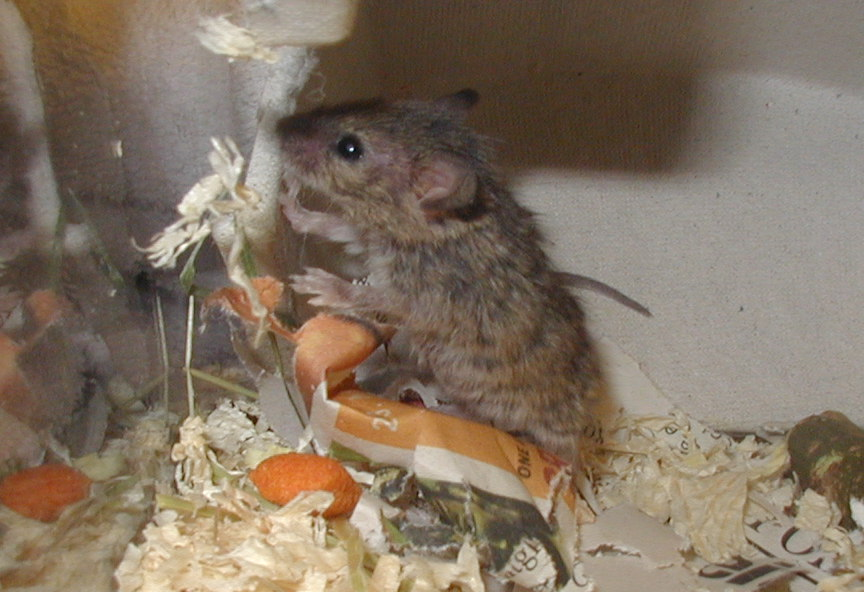
Миша старша, ніж 30 днів
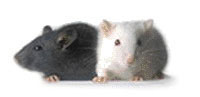
Статевозрілі миші

## Класифікація (підвиди і аловиди)
- Mus musculus — домашня миша
  - Mus musculus bactrianus — Південно-східна азійська домашня миша
  - Mus musculus castaneus — Південно-західна азійська домашня миша
  - Mus musculus domesticus або Mus domesticus — Західноєвропейська домашня миша
  - Mus musculus gentilulus
  - Mus musculus homourus
  - Mus musculus molossinus
  - Mus musculus musculus — Східноєвропейська домашня миша
  - Mus musculus praetextus
  - Mus musculus wagneri

## Миші, як об'єкти творчості
У світі існує багато мультфільмів і фільмів про мишей або таких, де згадуються миші.

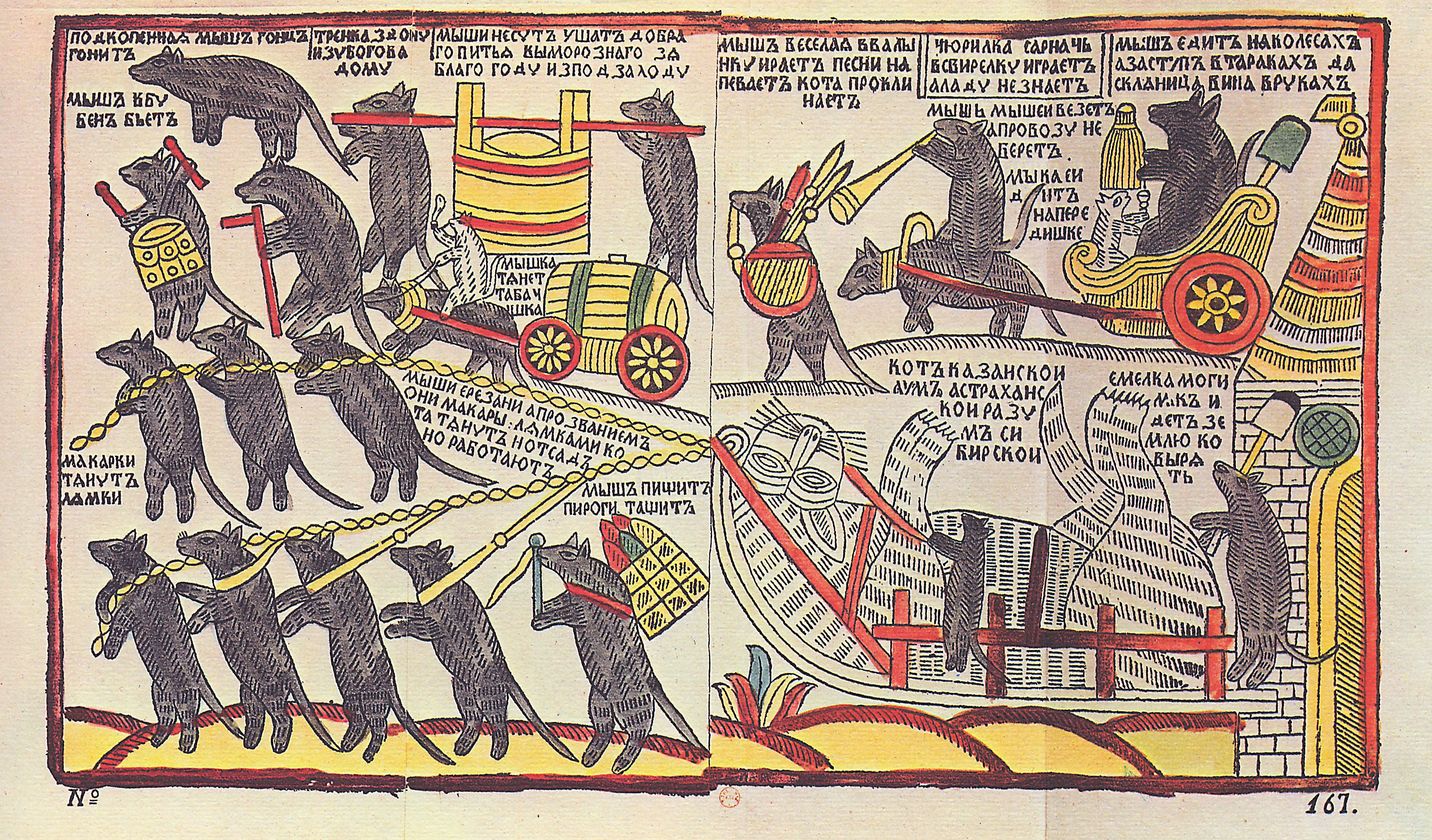
«Миші ховають кота». Одна з дуже популярних російських картин, що була перероблена в багатьох варіантах
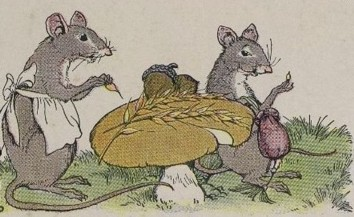
«Сільська миша і міська миша»
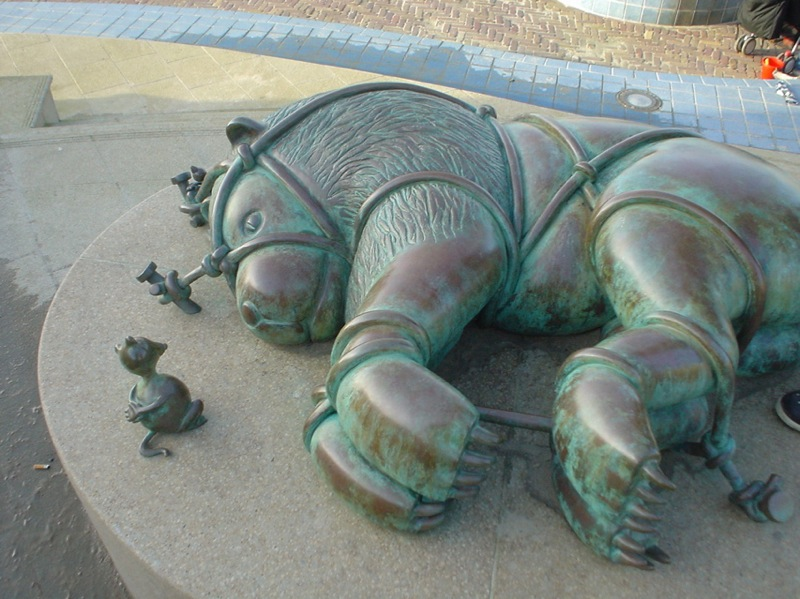
Статуя. Ілюстрація до казки «Лев та миша»
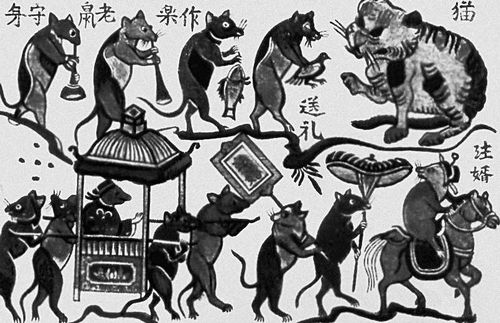
Картина «Одруження миші», В'єтнам. Такі картини були поширені для публічного огляду у В'єтнамі на час святкування нового року

### Усна народна творчість, у якій згадуються миші
Казки, де згадуються миші [Архівовано 22 травня 2013 у Wayback Machine.]
Приказки, пов'язані з мишею:
- «Сірий, як миша» — тиха, непомітна людина.
- «Бідний, мов церковна миша» — дуже убога людина.
- «Попастися, як миша в пастку» — попасти у безпорадне становище.
- «Сидіти, як миша» — дуже тихо.